# Paratrophis
Paratrophis is een  geslacht uit de moerbeifamilie (Moraceae). De soorten komen voor in Maleisië, in Indonesië, op de Filipijnen, op Nieuw-Guinea, in Oost-Australië, in Nieuw-Zeeland en op de Pacifische eilanden.

## Soorten
- Paratrophis anthropophagorum (Seem.) Benth. & Hook.f. ex Drake
- Paratrophis australiana C.T.White
- Paratrophis banksii Cheeseman
- Paratrophis glabra (Merr.) Steenis
- Paratrophis microphylla (Raoul) Cockayne
- Paratrophis philippinensis (Bureau) Fern.-Vill.
- Paratrophis smithii Cheeseman

... · 
Antiaris · 
Artocarpus · 
Broussonetia · 
Castilla · 
Dorstenia · 
Ficus · 
Maclura · 
Morus (Moerbei) · 
Streblus · 
...